# Llameiru
Llameiru ist eines von 11 Parroquias in der Gemeinde Candamo der autonomen Region Asturien in Spanien.

## Sehenswertes
- Kirche Santa Eulalia

## Feste und Feiern
- 15. August „Fiesta de Santa Mariña“

## Dörfer und Weiler in der Parroquia
- El Monte – 9 Einwohner 2011 – 43° 26′ 51″ N, 6° 2′ 25″ W
- Ferreiros – 58 Einwohner 2011 – 43° 27′ 35″ N, 6° 1′ 19″ W
- Llameiru – 100 Einwohner 2011 – 43° 27′ 7″ N, 6° 2′ 1″ W
- Villanueva – 22 Einwohner 2011 – 43° 27′ 20″ N, 6° 2′ 35″ W